# 조지아 농구 국가대표팀
조지아 농구 국가대표팀(조지아어: საქართველოს ეროვნული საკალათბურთო ნაკრები)은 조지아를 대표하여 국가대항전에 참가하는 농구 국가대표팀으로 조지아 농구 연맹에 의해 운영된다.
조지아는 소련 해체 후 독립하여 1992년에 국제 농구 연맹에 가입했다. 국가대표팀 자체는 1994년에 창립되었고 이듬해인 1995년에 국가대표팀 첫 경기를 가졌다.  조지아는 유로바스켓에 6회 참가했으며 2023년에 월드컵에 처음으로 진출했다.